# 水位增三
水位增三（雙子座74），又名BD+18 1701，HD 61338、SAO 97120、HR 2938，是雙子座的一颗恒星，视星等为5.05，位于銀經202.01，銀緯18.35，其B1900.0坐标为赤經7h 33m 42.1s，赤緯+17° 18.35′ 8″。